# Herbert Spencer
Herbert Spencer (ur. 27 kwietnia 1820 w Derby, zm. 8 grudnia 1903 w Brighton) – angielski filozof i socjolog, jeden z twórców socjologii, przedstawiciel organicyzmu i ewolucjonizmu. Uchodzi za jednego z najwybitniejszych przedstawicieli pierwszej formy pozytywizmu.

## Poglądy i koncepcje
Herbert Spencer był przedstawicielem organicyzmu oraz ewolucjonizmu w naukach społecznych. W drugiej połowie XIX wieku bardzo popularny, na początku XX coraz bardziej zapominany. Sporą popularność zyskał na kontynencie amerykańskim. Obecnie jego myśl przeżywa renesans w twórczości Jonathana H. Turnera. Wywarł też znaczący wpływ na myśl ewolucyjną Talcotta Parsonsa i Gerharda Lenskiego. Jego koncepcja ewolucji społecznej jako procesu wzrastającej złożoności połączonej z integracją stanowi punkt wyjścia większości teorii neoewolucyjnych w socjologii.
Wprowadził do socjologii takie terminy jak funkcja, system, instytucja, spopularyzował inne terminy jak: społeczeństwo przemysłowe, struktura społeczna, organizacja.
Spencer sformułował jeszcze przed Darwinem filozoficzną teorię ewolucji. Choć uznał, że odkrycia Karola Darwina w pełni potwierdzają jego koncepcje, nie zdecydował się na przejęcie sformułowań brytyjskiego biologa. Sam Darwin uznawał Spencera za najwybitniejszego filozofa angielskiego tej epoki. Jego zdaniem ewolucja przebiega na wszystkich poziomach rzeczywistości: nieorganicznym, organicznym i nadorganicznym (społeczeństwo), oraz wytworów życia nadorganicznego (kultura), przy czym zakładał, że zjawisk jednego poziomu nie da się zredukować do poziomu niższego, chociaż prawa w każdym z wymienionych rodzajów ewolucji są takie same. Uważał, że prawo ewolucji rządzi nie tylko w świecie przyrody żywej, ale jest prawem powszechnym: wyjaśnia kształtowanie się planet, umysłów, społeczeństw:
- Rzeczywistość społeczna wywodzi się z przyrodniczej – zachodzi między nimi jedynie różnica stopnia złożoności.
- Instytucje społeczne są tym, dzięki czemu dokonuje się przystosowanie niespołecznego z natury człowieka do naturalnego stanu współpracy ze społeczeństwem.

Ewolucja według Spencera polega na trzech zachodzących równocześnie procesach: integracji, dyferencjacji i wzrostu określoności. Przebiega ona w rozmaitych kierunkach, gdyż każde społeczeństwo usiłuje lepiej lub gorzej dostosować się do odmiennych warunków (przyrodniczych i społecznych). Dopiero walka między społeczeństwami (militarna lub gospodarcza) prowadzi do wyselekcjonowania typów najsprawniejszych. Sama ewolucja następuje jednak naprzemiennie z dysolucją.
Wyróżnił 3 rodzaje prawa: powszechne, ogólne, szczegółowe. Uważał, że wojna to agresja, obrona i rozkazy. Podstawą prawa natury było prawo równej wolności, ustrój liberalny, bo to on wyzwalał pełnię aktywności jednostki. Państwo to organizacja stabilna, państwo w przyszłości ma być przemysłowe, wolne i sprawiedliwe. Zakładał, że każde społeczeństwo i społeczeństwo globalne będzie ewoluować od militaryzmu do industrializmu. Ewolucja zdaniem Spencera polega na stopniowym, postępowym różnicowaniu się części. Spencer wywodził ewolucjonistyczną etykę z teorii „walki o byt”: dobre jest to, co służy przystosowaniu i rozwojowi. Należy w tym celu wspierać silnych, a nie słabych i upośledzonych przez naturę.
Spencer także zajął się badaniami nad rozwojem religii. Podobnie jak Edward Tylor uznawał jej stadialny rozwój. Uważał za pierwotną formę religii manizm, czyli wiarę w dusze przodków. Poszukiwał źródeł religii u ludzi pierwotnych. Twierdził, że człowiek pierwotny zauważając dualizm wielu zjawisk występujących w naturze (np. wschody, zachody słońca, księżyca itp.) przeniósł ów dualizm na swoje życie (sen, marzenia senne). W ten sposób zdaniem Spencera wykształciła się wiara w istnienie ponadnaturalnej sfery, rządzonej siłami. Jest to nawiązanie do animizmu i animatyzmu Tylora. Spencer jest też nowożytnym odnowicielem euhemeryzmu, zgodnie z którym bogowie powstali w rezultacie apoteozy wybitnych jednostek, która zwykle rozpoczynała się jeszcze za ich życia, a nasilała się po śmierci.
Ewolucjonizm Herberta Spencera miał istotny wpływ na poglądy filozofów medycyny, utożsamianych ze „starszą” polską szkołą filozofii medycyny.

## Wybrane prace
- "Social Statics" (1851) („Statyka społeczna”)
- "A System of Synthetic Philosophy" („Program systemu filozofii syntetycznej”, wydane w 10 tomach w latach 1862- 1893, z czego 3 najbardziej znane to: "Principles of Biology" (1864–1867), "Principles of Psychology" (1870–1872) oraz "Principles of Sociology" (1876–1896).
- "Education" (1861)
- "The Study of Sociology" (1873)
- "The Man Versus the State" (1884)
- "Autobiography" (1904)

### Tłumaczenia na język polski
- O wychowaniu umysłowym moralnym i fizycznym, tł. Antoni Peretiatkowicz, wstępem i komentarzem opatrzył Ryszard Wroczyński, wyd. 1: Wrocław 1960, Zakład Narodowy im. Ossolińskich, wyd 2: Warszawa 2002, Wyd. „Żak”, ISBN 83-88149-79-2 (Education intelectual, moral and physical)
- Jednostka wobec państwa, tł., uswpółcześnił, wstępem i przypisami opatrzył Adam Bosiacki, Warszawa 2002, Wyd. „Liber”, ISBN 83-7206-071-1 (Man versus the state 1884)
- 1883, Szkice filozoficzne cz.I, II, Warszawa, Wydawnictwo i. T.T.Jeża.
- 1884, Fizjologia śmiechu, przeł. J. Goldszmit, Warszawa, Księgarnia G. Centnerszerwa.
- 1884, Wstęp do socyologii, przeł. H. Goldberg, Warszawa, Nakład Gebethnera i Wolffa.
- 1884, Zasady etyki [t.1], przeł. J. Karłowicz, Warszawa, Skład Główny w biurze i ekspedycyi Spółki Nakładowej.
- 1889, Pierwsze zasady, przeł. J.K. Potocki, Warszawa, Wydawnictwo Głosu.
- 1889-1891, Zasady socjologii, cz. I-VI, przeł. J.K. Potocki, Warszawa, Wydawnictwo Głosu.
- 1898, Zasady socjologii, cz.VII, Instytucje zawodowe, przeł. Jan Stecki, Warszawa, Wydawnictwo Głosu.
- 1907, Zasady socjologii, streszczenie, przeł. A. Wróblewski, Warszawa, ARCTA.
- 1908, Zasady socjologii cz.IV streszczenie, przeł. A. Wróblewski, Warszawa, ARCTA.
- Leszek Kasprzyk Spencer, Warszawa 1967, Wiedza Powszechna, s. 167, seria Myśli i Ludzie (zawiera wybór pism w tłumaczeniu Haliny Krahelskiej).